# HIStory/Ghosts
Pour les articles homonymes, voir Ghosts.
Singles de Michael Jackson
Blood on the Dance Floor
(1997) You Rock My World
(2001)
HIStory/Ghosts est un single de Michael Jackson sorti en 1997 (sauf aux États-Unis). C'est également la quatrième piste de l'album Blood on the Dance Floor.
Comme pour d'autres disques du chanteur, le single est disponible en différentes versions suivant les pays. Le CD européen le plus courant comprend deux titres : un remix de HIStory et la version radio de Ghosts. Il existe aussi une version CD maxi single incluant six remixes du titre HIStory ainsi que la version radio de Ghosts. Au Royaume-Uni, une version CD maxi single inclut une version radio de HIStory.

## Clip
Un clip a été réalisé pour Ghosts. Ce dernier est constitué d'extraits du moyen métrage homonyme dans lequel la chanson figure au générique.

## Accueil
Le single débute à la 5e place du classement des ventes de singles au Royaume-Uni et y restera huit semaines. En France et en Italie, le single est respectivement 4e et 3e.  

## Liste des pistes
CD Single (Europe)
1. HIStory (7" HIStory Lesson Edit) – 4:09
2. Ghosts (Radio Edit) – 3:50

CD Maxi Single (Europe)
1. HIStory (7" HIStory Lesson Edit) – 4:09
2. HIStory (Mark!'s Radio Edit) – 4:16
3. HIStory (Mark!'s Vocal Club Mix) – 9:11
4. HIStory (The Ummah Radio Mix) – 5:00
5. HIStory (The Ummah DJ Mix) – 3:04
6. HIStory (The Ummah Main A Cappella) – 4:06
7. Ghosts (Radio Edit) – 3:50

CD Maxi Single (Royaume-Uni)
1. HIStory (7" HIStory Lesson Edit) – 4:09
2. HIStory (Radio Edit) – 3:58
3. Ghosts (Radio Edit) – 3:50
4. Ghosts (Mousse T's Club Mix) – 6:03

CD Maxi Single (France)
1. HIStory (7" HIStory Lesson Edit) – 4:09
2. Ghosts Mousse T's Radio Rock – 4:25
3. Ghosts (Mousse T's Club Mix) – 6:03
4. Ghosts (Radio Edit) – 3:50
5. HIStory (T.M.'s Historical Dub) – 7:56

12" Single
1. Ghosts (Mousse T's Club Mix) – 6:03
2. Ghosts (Mousse T's Radio Rock) – 4:25
3. HIStory (Tony Moran's HIStorical Dub) – 7:56
4. HIStory (7" HIStory Lesson Edit) – 4:09

### SingleHIStory/Ghosts
Audios (CD)
1. HIStory (Radio Edit) – 3:58
2. Ghosts (Radio Edit) – 3:50

Vidéoclip (DVD)
1. Ghosts (Official Video) – 3:59

## Crédits

### HIStory
- Écrit et composé Michael Jackson, Jimmy Jam et Terry Lewis
- Produit Michael Jackson et Jimmy Jam et Terry Lewis
- Remix de Tony Moran
- Production additionnelle par Tony Moran et Bob Rosa
- Mixé par Bob Rosa
- Ingénieur son : Tony Coluccio
- Programmé par : Tony Coluccio
- Programmation additionnelle : Giuseppe D.

### Ghosts
- Écrit et composé par Michael Jackson et Teddy Riley
- Produit par Michael Jackson et Teddy Riley
- Arrangements vocaux par Michael Jackson
- Claviers et synthétiseurs : Teddy Riley, Bad Buxer et Doug Grigsby
- Programmations des percussions : Matt Carpenter, Doug Grigsby, Andrew Scheps, Rob Hoffman et Alex Breuer
- Ingénieurs son : Bobby Brooks, Matt Forger, Andrew Scheps, Armand Volker et Albert Boekholt
- Ingénieurs assistants : Tony Black, Mike Scotell, Greg Collins, Gerd Krenz, Patrick Ulenberg, Paul Dicato, Andy Strange, Rob Hoffman et Tom Bender

## Divers
- Un autre remix intitulé HIStory (Tony Moran's HIStory Lesson) est quant à lui présent sur l'album Blood on the Dance Floor: HIStory in the Mix (1997).
- Christophe Boulmé (directeur artistique du magazine français Black and White) a réalisé les photos des pochettes des singles (deux photos réalisées, la plus courante est extraite d'un concert à Munich début juillet 1997 lors du HIStory World Tour, l'autre est celle utilisée pour le moyen métrage Ghosts).
- En France, la version CD maxi single cinq titres comprend quelques objets bonus : un portrait couleur or de Michael en sticker et trois cartes postales montrant des images du HIStory World Tour (photos de John Isaac), dont une comprend au verso les dates et lieux de passage de la tournée[6].